# Filmportal.de
Filmportal.de — інтернет-платформа та мережева база даних, присвячена німецькому кіно. Включає в себе інформацію про фільми та кінематографістів, а також статті з питань кіномистецтва. Вебсайт був запущений онлайн з нагоди 54-го Берлінського міжнародного кінофестивалю 11 лютого 2005 року. У 2011—2012 роках filmportal.de було оновлено і розширено.

## Опис
База даних містить інформацію про приблизно 85 000 німецьких кіно- і телефільмів (станом на червень 2015), вироблених з 1895 року по теперішній час. Представлено близько 8 000 фільмів з докладним описом змісту, фотографіями та/або плакатами (постерами). Крім того, каталоги filmportal.de станом на червень 2015 року містили 190 000 імен кінематографістів, 5 000 з яких (станом на 2013рік) — з біографіями.
Текстова інформація доповнюється трейлерами, відеокліпами класичних німецьких фільмів, і, все частіше, повнометражними стрічками. Крім того, редакційні тексти супроводжуються інформацію з історії кінематографу у Веймарській республіці, нацистській Німеччині і НДР. Про найостанніші кіно-релізи, відеоролики, DVD, тексти і матеріали повідомляє щотижневий бюлетень сайту.
За відвідуваністю сайт Filmportal.de займає 265 721 місце у світі, 18 136 місце в Німеччині та 2 503 місце в категорії «Мистецтво і розваги/Кіно». За травень 2018 року сайт отримав 202 086 відвідувань. Найбільшою популярністю сайт користується в Німеччині, залучаючи 68,42% % трафіку з цієї країни.

## Підтримка сайту
Filmportal.de започатковано Німецьким кіноінститутом (нім. Deutschen Filminstitut, DIF) у Франкфурті-на-Майні у партнерстві з CineGraph — Hamburgisches Centrum für Filmforschung e. V. та за підтримки інших членів німецьких фільмотек і асоціацій німецької кіноіндустрії. Сайт співпрацює з Асоціацією європейських кіноархівів і фільмотек (ACE), ARTE, Фондом ДЕФА (нім. DEFA-Stiftung), Ґете-Інститутом, German Films Service + Marketing GmbH, Німецькою кіноакадемією та Берлінським міжнародним кінофестивалем.